# جائزة بلجيكا الكبرى 1975
جائزة بلجيكا الكبرى 1975 هو سباق فورمولا 1 أقيم بتاريخ 25 مايو 1975. كان السادس من أصل 14 في بطولة العالم لسباقات الفورمولا واحد موسم 1975. حلّ النمساوي نيكي لاودا أولا بينما جاء الجنوب أفريقي جودي شيكتر في المركز الثاني وحصل على المركز الثالث الأرجنتيني كارلوس ريوتيمان.

## وصلات خارجية
- الموقع الرسمي